# Gylne Gutuer
A Gylne Gutuer é uma corrida de ciclismo de estrada profissional de um dia que se realiza na Noruega, foi criada em 2018 e recebeu a categoria 1.2 dentro dos Circuitos Continentais da UCI fazendo parte do UCI Europe Tour.
A corrida faz parte de Uno-X Development Weekend, circuito que se realiza no final de agosto e inícios de setembro nas províncias de Hedmark e Oppland na Noruega e que compreende as corridas de Gylne Gutuer, Hafjell GP e Lillehammer GP.

## Palmarés
| Ano  | Vencedor             | Segundo                 | Terceiro               |           |
| ---- | -------------------- | ----------------------- | ---------------------- | --------- |
| 2018 | Jasper Philipsen     | Casper von Folsach      | Markus Hoelgaard       |           |
| 2019 | Kristoffer Skjerping | Morten Hulgaard         | Jordi Meeus            |           |
| 2020 | Trond Trondsen       | Kristian Aasvold        | Erik Nordsæter Resell  |           |
| 2021 | William Blume Levy   | Embret Svestad-Bårdseng | Magnus Sørbø           |           |
| 2022 | André Drege          | Andreas Stokbro         | Frederik Irgens Jensen |           |
| 2023 | Andreas Stokbro      | Rasmus Bøgh Wallin      | Kristoffer Skjerping   |           |
| 2024 | cancelado            | cancelado               | cancelado              | cancelado |

## Palmarés por países
| País    | Vitórias |
| ------- | -------- |
| Noruega | 2        |
| Bélgica | 1        |